# 시력 (노래)
《시력》은 대한민국의 가수 박재정의 디지털 싱글이다. 2017년 6월 29일에 발매되었다. 타이틀곡은 <시력>이다.

## 트랙리스트
| #  | 제목     | 작사   | 작곡   | 편곡   | 재생 시간 |
| -- | -------- | ------ | ------ | ------ | --------- |
| 1. | 〈시력〉 | 윤종신 | 정석원 | 정석원 | 4:55      |